# Мост Фрейшу
Мост Фрейшу (порт. Ponte do Freixo, Понти-ду-Фре́йшу) — автодорожный железобетонный рамный мост через реку Доуру в Португалии, открытый в сентябре 1995 года. Является самым восточным из мостов на реке, связывающих Порту и Вила-Нова-ди-Гая.
Мост был построен в попытке свести к минимуму заторы на дорогах, в дополнение к мостам Аррабида и Понти-ди-Дон-Луиш I. Автором проекта выступил профессор и инженер Антониу Рейш.
Конструкция состоит из двух мостов, расположенных на расстоянии десяти сантиметров друг от друга. Имеет восемь пролётов, самый большой из которых 150 метров. Мост является автомобильным с восемью полосами дорожного движения (по четыре в каждом направлении). Из всех пяти мостов, соединяющих Порту и Вила-Нова-ди-Гая, имеет самый низкий пассажиропоток. В 2011 году по мосту проходило в среднем по 95 тысяч автомобилей в сутки.